# Gerichtsbezirk Idria
Der Gerichtsbezirk Idria (slowenisch: sodni okraj Idrija) war ein dem Bezirksgericht Idria unterstehender Gerichtsbezirk im slowenischen Kronland Krain. Er umfasste Teile des politischen Bezirks Loitsch (Logatec) und wurde 1919 dem Staat Jugoslawien zugeschlagen.

## Geschichte
Der Gerichtsbezirk Idria entstand infolge eines Ministervortrags vom 6. August 1849, in dem die Grundzüge der Gerichtseinteilung festgelegt wurden. Nachdem im Dezember 1849 die Gebietseinteilung der Gerichtsbezirke sowie die Zuweisung der Gerichtsbezirke zu den neu errichteten Bezirkshauptmannschaften durch die „politische Organisierungs-Commission“ festgelegt worden war, nahmen die Bezirksgerichte der Krain per 1. Juni 1850 ihre Tätigkeit auf. Dem Bezirksgericht Idria wurden durch die Landeseinteilung der Krain im März 1850 die 42 Katastralgemeinden Bresnik, Dobratschowa, Dolech, Godowitsch, Iderskilog, Jaworjoudol, Jelitschenwerch, Karnitze, Ledine, Ledinza, Lomé, Mitterkanomla, Oberidra, Oberkanomla, Opale, Sadlog, Sairach, Sairachberg, Schwarzenberg, Tschekaunik, Unteridra, Unterkanomla, Werch und Woiska zugewiesen. War Idria zunächst Teil der k. k. Bezirkshauptmannschaft Wippach gewesen, so wurde der Gerichtsbezirk per 10. März 1687 dem neugeschaffenen Bezirk Loitsch zugeschlagen, der aus dem ehemaligen Gerichtsbezirk Planina (jetzt Loitsch) und den Gerichtsbezirken Laas und Idria gebildet wurde.
Der Gerichtsbezirk wies 1880 eine anwesende Bevölkerung von 14.410 Personen auf, wobei 14.258 Menschen Slowenisch und 134 Menschen Deutsch als Umgangssprache angaben. 1910 wurden für den Gerichtsbezirk 16.876 Personen ausgewiesen, von denen 16.755 Slowenisch (99,3 %) und 63 Deutsch (0,4 %) sprachen.
Durch die Grenzbestimmungen des am 10. September 1919 abgeschlossenen Vertrages von Saint-Germain wurde der Gerichtsbezirk Adelsberg zur Gänze dem Königreich Jugoslawien zugeschlagen.

## Gerichtssprengel
Der Gerichtssprengel Idria umfasste infolge der Zusammenfassung der Katastralgemeinden zu Gemeinden 1910 die acht Gemeinden Čekovnik, Dole (deutsch: Dolech), Godovič (Godowitsch), Idrija (Idria), Žiri (Sairach), Črni Vrh (Schwarzenberg), Spodnja Idrija (Unteridria) und Vojsko.